# Lạc mất em
Lạc mất em là album phòng thu thứ 10 của ca sĩ Đàm Vĩnh Hưng phát hành từ ngày 24 tháng 4 năm 2007. Đây là album đầu tiên do Công ty trách nhiệm hữu hạn giải trí Tiếng Hát Việt của Đàm Vĩnh Hưng sản xuất.

## Sản xuất
Ý Tưởng cho ra đời Lạc mất em bắt đầu từ đầu năm 2007, xuất phát từ chuyện tình cảm của Đàm Vĩnh Hưng về một người mà anh gặp từ tháng 6 năm 2003, ban đầu anh chỉ xem người này như người thân trong gia đình.
Lạc mất em gồm có 10 ca khúc, trong đó có 9 ca khúc được Đàm Vĩnh Hưng độc quyền như "Lạc mất em", "Nửa vầng trăng", "Dẫu biết rằng em đã xa", "Nước mắt đêm", "Thứ tha", "Vậy là mình xa nhau", "Giới hạn nào cho chúng ta". Ca khúc "Ngày không bình yên" do Đàm Vĩnh Hưng và Trương Lê Sơn sáng tác, trong đó có khoảng 85% phần lời do Hưng viết. Ngoài khâu sản xuất chính như chọn êkip, hình ảnh, Đàm Vĩnh Hưng conf tự viết và đọc lời bạt cho album.

### Danh sách ca khúc[7]
| STT | Nhan đề                     | Sáng tác      | Thời lượng |
| --- | --------------------------- | ------------- | ---------- |
| 1.  | "Ngày không bình yên"       |               |            |
| 2.  | "Lạc mất em"                | Lê Quang      |            |
| 3.  | "Vậy là mình xa nhau"       | Thái Thịnh    |            |
| 4.  | "Nỗi nhớ"                   | Phú Quang     |            |
| 5.  | "Nữa vầng trăng"            | Nhật Trung    |            |
| 6.  | "Dẫu biết rằng em đã xa"    | Đỗ Đình Phúc  |            |
| 7.  | "Ngày không tên"            | Việt Anh      |            |
| 8.  | "Nước mắt đêm"              | Việt Anh      |            |
| 9.  | "Tha thứ"                   | Trương Lê Sơn |            |
| 10. | "Giới hạn nào cho chúng ta" | Thái Thịnh    |            |

## Đón nhận
Sau khi phát hành, Lạc mất em là album đạt lượng tiêu thụ lớn nhất năm 2007, đạt tiêu chí của chương trình Album Vàng và được vào vòng thi tháng của Album Vàng 2007. Album này sau đó đã giành trọn hai giải bình chọn của Hội đồng nghệ thuật và Khán giả trong chương trình tháng 5. Búp bê con trai của Thanh Thảo và Lạc mất em của Đàm Vĩnh Hưng là hai album giành được hai giải trong tháng và cùng chung nhau giải "Album đặc biệt" Album Vàng 2007.

## Giải thưởng
| Năm  | Giải thưởng        | Hạng mục                                                          | Kết quả   | Chú thích |
| ---- | ------------------ | ----------------------------------------------------------------- | --------- | --------- |
| 2007 | Album Vàng 2007    | Album nghệ thuật xuất sắc tháng 5 (Hội đồng nghệ thuật bình chọn) | Đoạt giải | [ 10 ]    |
| 2007 | Album Vàng 2007    | Album được yêu thích nhất tháng 5 (Khán giả bình chọn)            | Đoạt giải | [ 10 ]    |
| 2007 | Album Vàng 2007    | Album đặc biệt của năm                                            | Đoạt giải | [ 8 ]     |
| 2008 | Giải Mai Vàng 2007 | Nam ca sĩ nhạc nhẹ                                                | Đề cử     | [ 11 ]    |